# Hockey op de Olympische Zomerspelen 2020 – Mannen/Kwalificatie
Via kwalificatiewedstrijden worden de landen bepaald die deelnemen aan het Hockeytoernooi voor mannen op de Olympische Spelen 2020.
Aan de Spelen doen twaalf landen mee. Dit zijn het gastland, de winnaars van vijf continentale toernooien en de zes winnaars van de play-offs. Omdat het gastland ook continentaal kampioen werd, werd er in de play-offs om een extra plaats gespeeld.

## Geplaatste landen
| Toernooi                                             | Data                         | Locatie      | Aantal | Gekwalificeerd |
| ---------------------------------------------------- | ---------------------------- | ------------ | ------ | -------------- |
| Gastland                                             | -                            | -            | 1      | Japan          |
| Hockey op de Aziatische Spelen 2018                  | 19 augustus–1 september 2018 | Jakarta      | 1      | *              |
| Hockey op de Pan-Amerikaanse Spelen 2019             | 30 juli-10 augustus 2019     | Lima         | 1      | Argentinië     |
| Afrikaans olympisch kwalificatietoernooi hockey 2019 | 12–18 augustus 2019          | Stellenbosch | 1      | Zuid-Afrika    |
| Europees kampioenschap hockey 2019                   | 16–25 augustus 2019          | Antwerpen    | 1      | België         |
| Oceanisch kampioenschap hockey 2019                  | 5–8 september 2019           | Rockhampton  | 1      | Australië      |
| play-offs                                            | november 2019                | -            | 7      |                |
| Total                                                | Total                        | Total        | 12     |                |

* Japan werd Aziatisch kampioen. Maar omdat het als gastland al was gekwalificeerd, schoof de vrijkomende plaats door naar de play-offs.

## Olympische play-offs
Voor de play-offs om zeven olympische tickets plaatsten veertien landen zich. Dit waren de vier beste landen uit de Hockey Pro League 2019 en de zes finalisten uit de Hockey Series 2018-2019. Het deelnemersveld werd aangevuld met de landen die het hoogst geplaatst waren op de wereldranglijst die werd opgemaakt na afloop van alle continentale toernooien. Dat gold ook voor de plaatsen die vrijkomen mochten landen die zich plaatsten via de Hockey Pro League of de Hockey Series zich ook rechtstreeks geplaatst hadden via de continentale toernooien. 
Geplaatst voor de play-offs
| Toernooi                | Aantal       | Geplaatst (ranking)                                                                                                   |
| ----------------------- | ------------ | --- |
| Hockey Pro League       | 2 maximaal 4 | Australië* België* Groot-Brittannië (7) Nederland (3)                                                                 |
| Hockey Series 2018-2019 | 5 maximaal 6 | Canada (10) Frankrijk (12) Ierland (13) India (5) Maleisië (11) Zuid-Afrika*                                          |
| Wereldranglijst         | 7 minimaal 4 | Duitsland (6) Egypte (21)** Nieuw-Zeeland (9) Oostenrijk (20) Pakistan (17) Rusland (22)** Spanje (8) Zuid-Korea (16) |
| Totaal                  | 14           | |

* Deze landen plaatsten zich rechtstreeks via de continentale toernooien.
 ** Egypte trok zich terug en werd vervangen door het eerstvolgende land op de wereldranglijst; Rusland.
Play-offs
De landen werden geplaatst op volgorde van de plaats op de wereldranglijst na afloop van de continentale toernooien. De nummers 1 t/m 3 werden geloot met een van de nummers 12 t/m 14. De nummers 4 t/m 7 met een nummer 8 t/m 11. De landen speelden twee keer achter elkaar in het land dat het hoogst stond.
| Thuis            | Uit        | Uitslag  | Uitslag  | Gekwalificeerd   |
| Thuis            | Uit        | 1e match | 2e match | Gekwalificeerd   |
| ---------------- | ---------- | -------- | -------- | ---------------- |
| Nederland        | Pakistan   | 4-4      | 6-1      | Nederland        |
| India            | Rusland    | 4-2      | 7-1      | India            |
| Duitsland        | Oostenrijk | 5-0      | 5-3      | Duitsland        |
| Groot-Brittannië | Maleisië   | 4-1      | 5-2      | Groot-Brittannië |
| Spanje           | Frankrijk  | 3-3      | 3-2      | Spanje           |
| Nieuw-Zeeland    | Zuid-Korea | 3-2      | 2-0      | Nieuw-Zeeland    |
| Canada           | Ierland    | 3-5      | 3-1      | Canada (ns)      |

Het Österreichischer Hockeyverband ontving een subsidie van € 15.000 van de federale overheid van Oostenrijk om de mannelijke hockeyploeg van Oostenrijk te kunnen afvaardigen naar de play-off wedstrijd tegen Duitsland in Mönchengladbach.